# Jakob (Name)
Jakob ist ein hebräischer männlicher Vorname, der auch als Familienname gebräuchlich ist.

## Herkunft und Bedeutung
Beim Namen Jakob handelt es sich um die u. a. deutsche Variante des hebräischen Namens יַעֲקֹב Jaʿakōw, der eine Kurzform von der Wurzel ‘QB „schützen“, „bewachen“ und einem ausgefallenen theophoren Element darstellt: „[Gott/die Gottheit NN] schützt“, „[Gott/die Gottheit NN] möge schützen“.
Die biblischen Deutungen von עָקֵב ʿākēw „Ferse“ (Gen 25,26 ) und עקב ʿkw „betrügen“ (Gen 27,36 ) gelten als Volksetymologien.

## Verbreitung

### International
Der Name Jakob ist im deutschen Sprachraum, Schweden, Norwegen, Dänemark, Island, den Niederlanden und Slowenien eine gebräuchliche Variante des hebräischen Namens יַעֲקֹב Jaʿakōw.
In Slowenien (Rang 5, Stand 2020) und Norwegen (Rang 10, Stand 2020) gehört der Name zu den Spitzenreitern in den Vornamenscharts.
Der Name befindet sich in den Niederlanden seit 1930 jährlich in den Vornamenscharts. Von 1930 bis 1972 lag er stets in den Top-200. In Belgien wird der Name seit 1995 jedes Jahr bei der Namenswahl berücksichtigt. Dahingegen kommt er in Frankreich erst seit 10 Jahren regelmäßig in den Hitlisten vor. In Tschechien lag der Name in den Jahren 1996 und 2004 in den Top-200. Der Name taucht in Polen seit dem Jahr 2000 hin und wieder in den Top-200 der Hitlisten auf. Jakob gehört in den nordischen Ländern Dänemark und Schweden seit den 1980er Jahren zu den beliebten Vornamen.
In England und Wales lag der Name von 1996 bis 2005 in den Top-400, danach ließ seine Beliebtheit stetig nach. Der Vorname wird in Schottland und Nordirland seit der Jahrtausendwende fast jedes Jahr vergeben, jedoch ist er nur mäßig beliebt. In Irland ist der Name seit 1964 jedes Jahr in der Namensgebung anzutreffen, er wird jedoch in einem geringen Umfang vergeben.
In den USA befand sich Jakob von 1983 bis 2022 in den Top-1000. Von 1986 bis Ende der 1990er Jahre wurde der Name immer beliebter. Um die Jahrtausendwende belegte er zeitweise Ränge in den Top-200, danach ging seine Popularität wieder stark zurück. Der Name hatte in Kanada um die Jahrtausendwende eine Hochphase bei der Beliebtheit und lag in den Top-200. Auch in Neuseeland war der Name kurzzeitig während der Jahrtausendwende beliebt und lag in den Top-100 der Vornamenscharts.

### Deutscher Sprachraum
In Deutschland wurde der Name durch die Jahrhunderte regelmäßig vergeben. Während er Anfang des 20. Jahrhunderts noch regelmäßig vergeben wurde, sank seine Popularität zur Mitte des Jahrhunderts. Nach einem kurzen Boom in den 1950er Jahren, bei dem der Name einen Einzug in die 100 beliebtesten Jungennamen verpasste, wurde der Name sehr selten vergeben. Erst ab den 1970er Jahren nahm die Popularität des Namens wieder zu. Im neuen Jahrtausend hat Jakob sich unter den beliebtesten Jungennamen etabliert. Im Jahr 2021 belegte der Name Rang 19 der Vornamenscharts, in der Region Süddeutschland sogar Rang 9. Bei der statistischen Auswertung wurden Jakob und Jacob als gleichlautende Varianten desselben Namens gemeinsam erfasst. Die Schreibweise Jakob wurde dabei von etwa 89 % der Eltern gewählt.
Der Name kommt in Österreich seit 1984 jedes Jahr in der Namensgebung vor und liegt seitdem dauerhaft in den Top-100. Seit 10 Jahren hat er sich in den Top-10 der Hitlisten der am häufigsten gewählten Jungennamen etabliert. Im Jahr 2023 belegte er Rang 2. Von 1984 bis 2023 wurde er etwa 20.400 Mal vergeben. Der Name kommt in der Schweiz seit 1930 alljährlich in der Namensgebung vor. Bis 1953 gehörte er stets zu den Top-50 der Hitlisten, danach ließ seine Beliebtheit nach. Der Name gilt als mäßig beliebt und wurde in den letzten 10 Jahren rund 460 Mal gewählt. Seine Vergabe ist auch in Liechtenstein nachgewiesen.

## Varianten

### Männliche Varianten
- Arabisch: يعقوب Jakūb, DMG Yaʿqūb
- Armenisch: Հակոբ Hakob, Hagop, Յակոբ Jakob, Jagop
- Belarussisch: Якаў Jakau
- Bulgarisch: Яков Jakow
- Dänisch: Jacob
  - Diminutiv: Ib, Jeppe
- Deutsch: Jacob, Akiba
  - Friesisch (Diminutiv): Japik
  - Diminutiv: Jockel
- Englisch: Jacob, James, Jaycob, Jaymes
  - Irisch: Séamas, Séamus, Shamus, Sheamus
  - Kornisch: Jago
  - Schottisch: Hamish, Seumas
    - Diminutiv: Jamie

  - Walisisch: Iago
  - Diminutiv: Coby, Koby, Jay, Jae, Jai, Jaye, Jake, Jamie, Jeb, Jem, Jemmy, Jim, Jimmy, Jimi, Jimmie
- Estnisch: Jaagup, Jaakob
  - Diminutiv: Jaak
- Färöisch: Jákup
- Finnisch: Jaakob, Jaakoppi
  - Diminutiv: Jaakko, Jaska, Jimi
- Französisch: Jacques
  - Westafrikanisch: Yacouba
  - Diminutiv: Jacky, Jacqui
- Georgisch: იაკობ Iakob
  - Diminutiv: კობა Koba
- Griechisch: Ιάκωβος Iákovos
  - Altgriechisch: Ἰακώβ Iakōb, Ἰάκωβος Iákōbos
- Hausa: Yaƙubu
- Hawaiianisch: Iakopa, Kimo
- Hebräisch: יַעֲקֹב Jaʿakōw, יַעֲקוֹב Jaʿakōw
  - Aramäisch: עֲקִיבָא ʿakiwāʾ
  - Jiddisch (Diminutiv): יאַנקל Jankel, קאַפּל Kapel, קאָפּל Koppel
- Italienisch: Giacobbe, Giacomo, Iacopo, Jacopo
  - Latein: Iacob, Iacobus, Iacomus
  - Diminutiv: Lapo
- Kirchenslawisch: Іакѡвъ Jakowu
- Kroatisch: Jakov
  - Diminutiv: Jakša
- Lettisch: Jēkabs
- Litauisch: Jokūbas, Jokubauskas
- Mazedonisch: Јаков Jakow
- Maori: Hemi
- Niederländisch: Jacob, Jacobus, Sjaak
  - Flämisch (Diminutiv): Jaak, Kobe
  - Diminutiv: Cobus, Coos, Jaap, Kobus, Koos, Sjakie
- Polnisch: Jakub
- Portugiesisch: Iago, Yago, Jacó, Jaime, Santiago, Tiago, Thiago, Diogo, Diego
  - Galicisch: Iago, Xacobe, Xaime
- Rumänisch: Iacob
- Russisch: Яков Jakow
  - Diminutiv: Яша Jascha
- Serbisch: Јаков Jakov
  - Diminutiv: Јакша Jakscha
- Slowakisch: Jakub
- Slowenisch: Jakob
  - Diminutiv: Jaka, Jaša
- Spanisch: Jacobo, Jaime, Yago, Santiago, Diego
  - Baskisch: Jakes, Xanti
  - Katalanisch: Jaume
    - Diminutiv: Jaumet, Dídac

  - Mittelalterlich: Didacus
- Tschechisch: Jákob, Jakub
- Türkisch: Yakup
- Ukrainisch: Яків Jakiw
- Ungarisch: Jakab, Jákob

### Weibliche Varianten
- Bulgarisch: Жаклина Schaklina
- Dänisch: Iben
- Deutsch: Jakobine, Jacobine, Jakobina, Jakobäa, Jakoba, Jacoba
- Englisch: Jacqueline, Jaclyn, Jacklyn, Jacquelyn, Jaqueline, Jaquelyn, Jackalyn
  - Schottisch: Jamesina
  - Diminutiv: Jaci, Jacki, Jackie, Jaye, Jaki, Jakki, Jamie, Jacquetta
- Französisch: Jacqueline
  - Diminutiv: Jacquette, Jacquetta
- Italienisch: Giacoma, Giacomina
- Kroatisch: Žaklina
- Mazedonisch: Жаклина Schaklina
- Niederländisch: Jacoba, Jacobina, Jacobine, Jacomina
- Norwegisch: Iben, Jacobine
  - Diminutiv: Coba, Mina
- Polnisch: Żaklina
- Portugiesisch: Jaqueline
- Serbisch: Жаклина Schaklina

### Familienname
- Armenisch: Հակոբյան Hagopjan, Hakobjan
- Dänisch: Jakobsen, Ibsen, Jeppesen, Jacobsen
- Deutsch: Kopp, Jakobeit, Jacobs, Jakobs, Jacobsohn, Jacobi, Jacoby
- Englisch: Jacobs, Jacobson, James, Jameson, Jamison
- Französisch: Jacques, Jacquet
- Isländisch: Jakobsson, Jakobsdóttir
- Italienisch: Como
- Niederländisch: Jacobs, Jacobse
- Norwegisch: Jakobsen
- Rumänisch: Iacob
- Russisch: Яковлев Jakowlew
- Schwedisch: Jakobsson
- Ungarisch: Jakab

## Namenstage
- 2. Februar: nach Jakob Libermann
- 3. Mai: nach Jakobus, dem Jüngeren
- 2. Juli: nach Jakob Friedrich Bussereau
- 25. Juli: nach Jakobus, dem Älteren
- 6. Oktober: nach Jakob, dem Erzvater
- 11. Oktober: nach Jakob Griesinger
- 12. Oktober: nach Jakob Rem
- 23. Oktober: nach dem Herrenbruder Jakobus
- 28. November: nach Jakob von der Mark

## Vornamen

### Bibel
- Jakob, Stammvater Israels
- Jakob, Vater des Josef von Nazaret

- Jakobus der Ältere, Sohn des Zebedäus, ein Apostel Jesu,
- Jakobus, Sohn des Alphäus (Jakobus der Jüngere), ein Apostel Jesu
- Jakobus (Bruder Jesu)
- Jakobus, Vater des Apostels Judas Thaddäus
- Jakobus der Kleine, ein Jünger Jesu, ob identisch mit Jakobus, Sohn des Alphäus, ist unklar

### Herrscher
Siehe → Liste der Herrscher namens Jakob

### Sonstige

#### Antike und Mittelalter
- Jakob ben Abba Mari Anatoli, im 13. Jahrhundert wirkender, Philosophie treibender Arzt aus der Provence
- Jakob ben Ascher, (um 1270–1340), halachische Autorität
- Jakob ben Isaak Aschkenasi (* 1550; † um 1620), Rabbiner und jiddischer Schriftsteller
- Jakob ben Salomo Chabib (* ca. 1460; † ca. 1515), spanisch-jüdischer Gelehrter und Rabbiner
- Jakob ben Meir, (* um 1100; † 1171), französischer jüdischer Gelehrter
- Jakob ben Moses haLevi Molin (1375?–1427), Talmudist und Posek
- Jacob ben Reuben (Karäer), Karäer und Bibelexeget
- Jacob ben Reuben ibn Zur, Talmudist und Rabbi
- Jakob ben Reuben (Rabbiner), spanisch-jüdischer Autor und Rabbiner
- Jakob ibn Tibbon (1236–1307), jüdischer Autor, Übersetzer und Astronom
- Jakob Baradai (6. Jahrhundert)
- Jakob von Edessa (7./8. Jahrhundert), christlich-syrischer Gelehrter und Theologe
- Jacopo Gattilusio (1404–1428), Fürst von Lesbos
- Jakobus von Lüttich (* um 1260; † nach 1330), franco-flämischer Musiktheoretiker
- Jakobellus von Mies (um 1372–1429), tschechischer Priester und Schriftsteller
- Jacques de Molay (~1243–1314), Großmeister des Templerordens
- Jakob von Nisibis († 338), frühchristlicher syrischer Eremit, Bischof von Nisibis im südöstlichen Kleinasien; Heiliger
- Jakob der Notar (um 410-um 430), persischer christlicher Märtyrer
- Jakob von Sarug (451–521), Bischof und Hymnendichter
- Jakob von Savoyen (1450–1486), Graf von Romont und Baron der Waadt
- Jakob von Soest (lat. Iacobus de Susato oder de Sweve; * um 1360; † nach 1438), Dominikaner, Inquisitor und Gelehrter
- Jakub von Stadice (15. Jahrhundert), tschechischer Bauer (König von Stadlice)
- Jacopone da Todi, Franziskaner, Dichter
- Jakob von Venedig (* nach 1125; † nach 1147), venezianischer Kleriker und Kirchenrechtler
- Jakob von Viterbo (um 1255–um 1308), Theologe und Schriftsteller
- Jakob von Vitry (um 1160/70–1240/44), Kardinal und Autor
- Jacobus a Voragine (1228–1298), Erzbischof und Schriftsteller
- Jakob von Zadar (um 1400–1490), Franziskaner und Ordensbruder
- Jakob Kaschauer (* um 1400; † 1463), österreichischer Bildhauer, Maler und Glasmaler
- Jakob von Paradies (15. Jahrhundert), Kartäuser; siehe Georg Antworter

#### Neuzeit
- Jakob Albrecht (1759–1808), deutsch-US-amerikanischer Kirchengründer
- Jakob Arjouni (1964–2013), deutscher Schriftsteller
- Jakob Auer (1645–1706), österreichischer Bildhauer
- Jakob Auer (* 1948), österreichischer Landwirt und Politiker (ÖVP)
- Jakob Auer (* 1991), österreichischer Benediktiner und Erzabt
- Jakob Augstein (* 1967), deutscher Journalist und Verleger
- Jakob Belka (* 1983), deutscher Poolbillardspieler
- Jakob I Bernoulli (1655–1705), Schweizer Mathematiker und Physiker
- Jakob Böhme (1575–1624), deutscher Mystiker, Philosoph und Theosoph
- Jakob Boulanger (1897–1968), deutscher Politiker
- Jakob Braun (1795–1839), österreichischer Blindenpädagoge
- Jakob Braun (1939–2018), deutscher Soziologe
- Jakob Brechbühl (* 1952), Schweizer Fußballspieler
- Jakob Carmon (1677–1743), deutscher Rechtswissenschaftler
- Jakob Ceconi (1857–1922), österreichischer Baumeister und Architekt
- Jakob Cedergren (* 1973), dänischer Schauspieler
- Jakob Claussen (* 1961), deutscher Filmproduzent
- Jakob Degen (1511–1587), deutscher Jurist, Mediziner, Philosoph und Metaphysiker
- Jakob Degen (1760–1848), schweizerisch-österreichischer Erfinder und Flugpionier
- Jakob Degen (1859–1947), deutscher Verwaltungsbeamter
- Jakob Dreyer (* 1981), deutscher Jazzmusiker
- Jakob Dylan (* 1969), US-amerikanischer Musiker
- Jakob Farshtej (1919–1994), israelischer Terrorist
- Jakob Feer (1472–1541), Schweizer Kleinrat, Landvogt, Schultheiss und Tagsatzungsgesandter
- Jakob Flach (1894–1982), Schweizer Schriftsteller, Puppenspieler und Maler
- Jakob Friedrich Fries (1773–1843), deutscher Philosoph
- Jakob Fugger (1459–1525), Gründer des Handelshauses
- Jakob Geis (1840–1908), deutscher Volkssänger
- Jakob Grob (* 1939), Schweizer Ruderer, Medaillengewinner bei Olympia
- Jakob Grüner (* 1986), österreichischer Politiker (ÖVP)
- Jakob von Ghazir (1875–1954), libanesischer Kapuziner
- Jakob Hlasek (* 1964), Schweizer Tennisspieler
- Jakob Isler (1809–1862), Schweizer Politiker und Industrieller
- Jakob Franz Alexander Kern (1897–1924), österreichischer Prämonstratenser
- Jakob Kuhlmann (≈1630 – n. 1699), deutscher Theaterprinzipal
- Jakob Kühnemann (* 1984), deutscher Jazzmusiker
- Jakob Kuhn (1943–2019), Schweizer Fußballspieler und -trainer, siehe Köbi Kuhn
- Jakob Lang (1822–1892), österreichischer Textilfabrikant und Mäzen
- Jakob Lindenau (≈1700–1795), russischer Forschungsreisender und Ethnograph
- Jakob Loewenberg (1856–1929), deutscher Schriftsteller und Pädagoge
- Jakob Lohner (1821–1892), österreichischer Unternehmer
- Jakob Lorber (1800–1864), österreichischer Musiker und Schriftsteller
- Jakob Moll (1537–1628), deutscher Bürgermeister der Reichsstadt Aachen
- Jakob Odenthal (1886–1954), deutscher Politiker
- Jakob Omphal (1500–1567), deutscher Jurist und Kanzler
- Jakob Oppenheimer (1879–1941), deutscher Kunsthändler
- Jakob Ossner (* 1949), deutscher Germanist, Sprachwissenschaftler und Sprachdidaktiker
- Jakob Otter (1485–1547), reformierter Theologe und Reformator
- Jakob Pöltl (* 1995), österreichischer Basketballspieler
- Jakob Prandtauer (1660–1726), österreichischer Baumeister
- Jakob Sandtner, deutscher Drechsler
- Jakob Schaffner (1875–1944), Schweizer Schriftsteller
- Jakob Schmid (1886–1964), deutscher Pedell und SA-Mitglied
- Jakob Schmidt (1871–1964), deutscher Kirchenhistoriker
- Jakob Schmidt (* 1978), deutscher Übersetzer, Schriftsteller und Buchhändler
- Jakob Schmidt (* 1989), deutscher Regisseur
- Jakob Heinrich Schmidt (1897–1974), deutscher Kunsthistoriker
- Jakob Schönberg (1900–1956), deutscher Komponist und Musikwissenschaftler
- Jakob Schulze-Rohr (1930–2008), deutscher Architekt und Stadtplaner
- Jaecki Schwarz (* 1946), deutscher Schauspieler
- Jakob Schwarzkopf (1926–2001), deutscher Glasmaler
- Jakob Louis Heinrich Sobieski (1667–1737), Kronprinz von Polen
- Jakob Stadler (1808–1873), deutscher Buchdrucker und Bürgermeister
- Jakob Tanner (* 1950), Schweizer Neuzeithistoriker
- Jakob ben Josef Tawus, Rabbiner und Gelehrter
- Jakob von Uexküll (* 1944), schwedisch-deutscher Schriftsteller, Stifter des Alternativen Nobelpreises
- Jakob Johann von Uexküll (1864–1944), deutschbaltischer Biologe, Zoologe und Philosoph
- Jakob Vetsch (1879–1942), Schweizer Mundartforscher und Schriftsteller
- Jakob Wassermann (1873–1934), österreichischer Schriftsteller
- Jakob Yngvason (* 1945), isländisch-österreichischer  Physiker
- Jakob Zanach, deutscher Schriftsteller und Verlagsbuchhändler
- Jakob Zech (Jakob der Böhme; † 1540), tschechischer Uhrmacher
- Jakob Zeller (1581–1620), deutscher Bildhauer, Kunstdrechsler und Elfenbeinschnitzer
- Jakob Ziemnicki (* 1975), deutscher Regisseur und Drehbuchautor
- Jakob Zweifel (1921–2010), Schweizer Architekt

## Familiennamen
- Albert Jakob, deutscher Fußballspieler, Berliner Meister 1904
- Alfons Maria Jakob (1884–1931), deutscher Neurologe
- Anders Jakob, deutscher Eishockeyspieler
- Andreas Jakob (* 1955), deutscher Archivar und Historiker
- Anick Jakob (* 1996), Schweizer Unihockeyspieler
- Anne Jakob (* 1971), deutsche Rechtsanwältin
- Bastian Jakob (* 1987), deutscher Eishockeytorwart
- Callmann Jakob (1771–1840), deutscher Zahnarzt; siehe Jakob Calmann Linderer
- Christian Jakob (* 1979), deutscher Journalist
- Christine Jakob (1948–2019), deutsche Hochschullehrerin
- Dominique Jakob (* 1971), deutscher Jurist
- Elodie Jakob (* 1993), Schweizer Siebenkämpferin
- F. A. L. Jakob (Friedrich August Leberecht Jakob; 1803–1884), deutscher Komponist, Organist, Kantor und Musikwissenschaftler
- Franz Jakob (Politiker) (1891–1965), deutscher Politiker (NSDAP)
- Franz-Peter Jakob (* 1949), deutscher Politiker (Die Grünen), MdL
- Friedrich Jakob (1910–1994), deutscher Offizier
- Gabriele Jakob (* 1953), deutsche Politikerin (CDU) MdL
- Gerhard Jakob (1933–1998), römisch-katholischer Weihbischof in Trier
- Gustav Jakob-Margella, deutscher Verleger und Politiker (DDP), MdL
- Hans Jakob (Fußballspieler, 1893) (1893–1915), deutscher Fußballspieler
- Hans Jakob (Fußballspieler, 1908) (1908–1994), deutscher Fußballspieler
- Hayum Jakob (?–1682), auch: Jakob Hayum, deutscher Arzt und „Judenarzt“
- Heinrich Jakob (1874–1941), deutscher Tiermediziner
- Hermann Jakob (?–um 1980), österreichischer Entomologe und Wanzenforscher
- Jens Jakob (* 1972), deutscher Koch
- Johanna Marie Jakob (* 1962), deutschen Schriftstellerin
- Johannes Jakob (Politiker, 1804) (1804–1868), Schweizer Textilunternehmer, Gemeindepräsident, Mitglied des Kleinen Rats und Ständerat
- Johannes Jakob (Politiker, 1840) (1840–1898), Schweizer Textilunternehmer, Gemeinderat und Kantonsrat
- Jörg Jakob (* 1963), deutscher Journalist
- Josef Jakob (1925–1993), deutscher Bildhauer, siehe Sepp Jakob
- Josef Jakob (Handballspieler) (* 1939), rumänischer Handballspieler und -trainer
- Josef Jakob (Politiker) (1896–1953), deutscher Politiker und Widerstandskämpfer
- Judith Jakob (* 1975), deutsche Schauspielerin, Sängerin und Sprecherin
- Jules Jakob (1925–1984), Schweizer Ingenieur
- Julia Jakob (* 1991), Schweizer Orientierungsläuferin
- Jure Jakob (* 1977), slowenischer Lyriker, Schriftsteller und Übersetzer
- Kai Jakob (* 1980), deutscher Fotodesigner, Kurator und Historiker
- Karl Jakob (Leichtathlet) (Lebensdaten unbekannt), deutscher Hürdenläufer, 1950er Jahre
- Karl-Heinrich Jakob (1924–2012), deutscher Funktionär in der Bergbauindustrie
- Karl Heinz Jakob (1929–1997), deutscher Künstler, Maler und Grafiker
- Karlheinz Jakob (* 1953), deutscher Linguist
- Kilian Jakob (* 1998), deutscher Fußballspieler
- Liane Jakob-Rost (* 1928), deutsche Altorientalistin
- Ludwig Heinrich von Jakob (1759–1827), deutscher Staatswissenschaftler, Philosoph, Ökonom und Schriftsteller
- Marina Jakob (* 1988), Landtagsabgeordnete
- Max Jakob (Orgelbauer) (1847–1918), österreichischer Orgelbauer
- Max Jakob (Physiker) (1879–1955), deutscher Physiker
- Michael Jakob (Fußballspieler) (* 1946), deutscher Fußballspieler
- Michael Jakob (* 1978), deutscher Autor, Slam-Poet und Moderator
- Patrick Jakob (* 1996), österreichischer Biathlet
- Paul Jakob (* 2002), deutsch-griechischer American-Football-Spieler
- Peter Jakob (* 1963), deutscher Physiker und Hochschullehrer sowie „Erfinder des Jahres“ 2018
- Reinhard Jakob (* ca. 1958), deutscher Museumsleiter und Historiker
- Rudolf Jakob (1913–1980), deutscher Maler und Bildhauer
- Stefan Jakob, deutscher Filmproduzent
- Teo Jakob (1923–2000), Schweizer Innenarchitekt
- Ursula Jakob (* 1964), deutsche Biologin und Hochschullehrerin
- Winnie Jakob (1927–2012), deutsche Karikaturistin und Publizistin
- Wolfgang Jakob (* 1941), deutscher Rechtswissenschaftler
- Zoe Jakob (* 2000), deutsche Kanutin und Stabhochspringerin

## Kunstfiguren
- Der kleine Herr Jakob, Figur von Hans Jürgen Press

## Vom Namen abgeleitete Bedeutungen
- Billiger Jakob, Jahrmarktshändler
- Bruder Jakob, deutsche Form eines französischen Kinderliedes (Kanon)
- Jakobe von Baden-Baden (1558–1597), Markgräfin von Baden
- Jakob der Lügner, Roman von Jurek Becker
- Jakobs-Greiskraut, eine Pflanze, die um den Jakobstag blüht
- Jakobskirche, häufiger Name für christliche Kirchen
- Jakobskreuz, eine Kreuzform
- Jakobsleiter, verschiedene Bedeutungen
- Jakobsmuschel, Schalentier und Symbol der Jakobspilger
- Jakobspilger, christliche Pilger auf dem Jakobsweg
- Jakobsstab, ein astronomisches Instrument
- Jakobstag, der 25. Juli, in manchen Kirchen ein anderes Datum
- Jakobsweg, verschiedene Pilgerwege nach Santiago de Compostela
- Jakobiner, politischer Klub der Französischen Revolution
- Jakobiten, englische, irische und schottische Anhänger von Jakob II. (England)